# Список керівників держав 860 року
Список керівників держав 859 року — 860 рік — Список керівників держав 861 року — Список керівників держав за роками

## Європа

### Британські острови
- Шотландія:
  - Альба (королівство) — Дональд I, король (858–862)
  - Стратклайд (Альт Клуїт) — Артгал ап Думнагуал, король (850–872)
- Вессекс — Етельбальд, король (858–860); Етельберт, король (860–865)
- Думнонія — Ферферден ап Мордаф, король (850–865)
- Кент — Етельберт III, король (858—865)
- Мерсія — Бургред, король (852–874)
- Нортумбрія — Осберт, король (848–867)
- Східна Англія — Едмунд Мученик, король (855–870)
- Уельс:
  - Бріхейніог — Елісед I, король (840–885)
  - Гвент — Мейріг ап Артвайл, король (849–860); Фернвайл III ап Мейріг, король (860–880)
  - Королівство Повіс — Родрі Великий, король (854—878)
  - Гвінед — Родрі ап Мервін, король (844–878)
  - Глівісінг — Хівел ап Ріс, король (856–886)
  - Сейсіллуг — Гугон ап Меуріг, король (808–871)

### Північна Європа
- Швеція — Ейрік, син Едмунда (850-ті рр. — початок 880-х рр.)
- Данія — Горік (Horik) II (854—867/870?)
- Ірландія — Маел Сехнайлл мак Маел Руанайд, верховний король (846–862)
  - Дублін — Олав Білий, вікінг (853–873); Аудгісль, брат Олава (853-867)
- Норвегія:
  - Вестфольд — Гаральд I Прекрасноволосий, конунг (бл.860–930)

### Західне Франкське королівство—Карл II Лисий, король (843–877)
- Аквітанія — Карл II Дитина, король (855–866)
- Ангулем — Тюрпьон, граф (839–863)
- Герцогство Васконія — Санш II Санше, герцог (852–864)
- Готія — Гумфрід, маркіз (857/858 — 864)
- Ампуріас — Гумфрід, граф (857/858 — 862)
- Барселона — Гумфрід, граф (857/858 — 864)
- Жирона — Гумфрід, граф (857/858 — 862)
- Руссільйон — Гумфрід, граф (857/858 — 864)
- Каркассон — Раймунд I, граф (бл.852 — бл.863)
- Тулуза — Раймунд I, маркграф (852 — 863)
  - Уржель  — Саломон, граф (848–870)
- Руерг — Раймунд I, граф (849–863)
- Нант — Саломон, граф (852–870)
- Графство Овернь —Бернар I, граф (846–866)
- Отен — Гумфрід, граф (858–863)
- Пуатье — Рамнульф I, граф (844–866)
- Труа — Рудольф I, граф (858–866)
- Шалон — Гумфрід, граф (858–863)

### Німеччина
Східне Франкське королівство — Людовик II Німецький, король (843–876)
- Баварія — Людовик II Німецький, король (817–865)
- Саксонія — Людольф, граф (герцог) (840–866)
- Тюрингія — Тахульф, маркграф (849–873)

### ЦентральнатаСхідна Європа
- Блатенське князівство — Прібіна, князь (840–861); Коцель, князь (860–876)
- Перше Болгарське царство — Борис I, хан (852–889)
- Литва (Лютичі) — Мєлігаст (Милогост), князь (бл.830–860)
- Велика Моравія — Ростислав, князь (846–870)
- Сербія — Мутимир, князь (бл. 851–891)
- Паннонська Хорватія — Светимир, князь (838 — бл. 880)
- Приморська Хорватія — Трпимир I, герцог (845–861)
- Русь — Аскольд, каган (860-882)
- Хозарський каганат — Ісаак, бек-мелех (840 — 860); Завулон I, бек-мелех (бл.860 — бл.865)
- Волзька Булгарія — Айдар, ельтебер (володар) (815–865)

### Іспанія
- Арагон — Галіндо I Аснарес, граф (844–867)
- Астурія — Ордона I, король (850–866)
  - Кастилія — Родріго, граф (850–873)
- Кордовський емірат — Мухаммад I, емір (852–886)
- Наварра (Памплона) — Хімено I, король (852-860); Гарсія I Іньїгес, король (851/852 — 870)

### Серединне королівство
- Лотарингія — Лотар II, король (855–869)
  - Архієпископство Кельн — Гюнтер, архієпископ (850–864)
  - Єпископство Трір — Дітгольд, єпископ (847–868)
- Нижня Бургундія — Карл, король (855–863)
  - В'єнн — Жерар II, граф (844–870)

#### Італія—Людовик II(844–875)
- Венеціанська республіка — П'єтро Традоніко, дож (836–864)
- Князівство Беневентське — Адельхіз, князь (854–878)
- Салерно — Адемар, князь (853–861)
- Герцогство Сполетське — Ламберт I, герцог (859–871)
- Неаполітанський дукат — Сергій I, герцог (840–864)
- Папська держава — Миколай I, папа римський (858–867)
- Тосканська марка — Адальберт II, маркграф (846–886)
- Фріульська марка — Ебергард, маркграф (846–866)

### Візантійська імперія
- Візантійська імперія — Михаїл III, імператор (842–867)
  - Критський емірат — Шу'яб I, емір (841—880)

## Азія

### Західна Азія
- Аббасидський халіфат — Аль-Мутеваккіль, халіф (847–861)
- Кавказ:
  - Абхазьке царство — Димитрій II, цар (855–864)
  - Васпуракан — Ашот (859–875)
  - Вірменський емірат — Ашот I, ішхан (855–885)
  - Тао-Кларджеті  — Баграт I (Великий) Куропалат (839–876)
  - Кахетія — Самвел, князь (839–861)
  - Сюні — Васак Ішханік, нахарар (859–909)
  - Тбіліський емірат — Мухаммад II ібн Халіл, емір (853–870)

### Центральна Азія
- Персія:
  - Табаристан — Карен, іспахбад (837–867)
- Середня Азія:
  - Самарканд (династія Саманідів) — Ахмад ібн Асад, емір (842–864)
  - Хорасан (династія Тахіридів) — Тахір II, емір (845–862)
- Киргизький каганат — Ін-ву Чен-мін, каган (847–867)

### Південна Азія
- Індія:
  - Венгі— Східні Чалук'я — Гунага Віджаядітья III, махараджа (849–892)
  - Гуджара-Пратіхари — Міхіра Бходжа I, махараджахіраджа (836–890)
  - Західні Ганги — Ереганга Неєтімарга I, махараджа (843–870)
  - Імперія Пала — Махендрапала, імператор (845-860); Шурапала I, махараджа (860–872)
  - Кашмір — Авантіварман, махараджа (855–883)
  - Династія Паллавів — Нандіварман III, махараджахіраджа (825–869)
  - Держава Пандья — Шрімара Шріваллабха, раджа (815–862)
  - Парамара (Малава) — Сіяка I, махараджа (843–891)
  - Раштракути — Амогхаварша I, махараджахіраджа (814–878)
  - Чола — Віджаялая, махараджа (848–871)
  - Ядави (Сеунадеша) — Дрідхапрахара, махараджа (860–870)
- Острів Шрі-Ланка:
  - Сингаладвіпа — Сена II (Мунгаїн-весі Сен), раджа (853–887)

### Південно-Східна Азія
- Кхмерська імперія — Джаяварман III, імператор (850–877)
- Бан Пха Лао — Лао Тонг, раджа (843–869)
- Мианг Сва — Кхун Шва Лао, раджа (бл.840 — 860); Кхун Шун, раджа (бл.860 — 880)
- Наньчжао — Цзинчжуан-хуанді (Мен Шилун), ван (859–877)
- Паган — П'їнбу, король (846–876)
- Чампа — Індраварман II, князь (бл.854 — бл.898)
- Індонезія:
  - Матарам — Локапала, шрі-махараджа (850–890)
  - Імперія Шривіджая — Балапутра, махараджа (835 — бл.860)
  - Сунда — Прабу Гайях Кулон, король (819–891)

### Східна Азія
- Японія — Сейва, імператор (858–876)
- Китай, Династія Тан — І-цзун (Лі Цуй), імператор (859–873)
- Бохай — Да Цяньхуан, ван (858–872)
- Корея:
  - Об'єднана Сілла — Хонан, ісагим (король) (857-861)
  - Пархе — Тегонхван, тійо (857—871)

## Африка
- Аудагаст — Нізар, емір (бл.851 — 875)
- Імперія Гао — Конкодьєй, дья (бл.850 — бл.880)
- Іфрикія — Абу Ібрагім Ахмад ібн Мухаммад, емір (856–863)
- Магриб — Йахйа ібн Мухаммад, халіф (849–863)
- Некор — Саліх II ібн Саїд, емір (803–864)
- Рустаміди (Ібадити) — Афлах ібн Абд аль-Ваххаб, імам (823–872)

## Америка
- Цивілізація Майя:
  - Караколь — цар
  - Копан — цар
  - Куаутітлан  — Уактлі I, цар (бл.804–866)
  - Кулуакан — цар
  - Тікаль — Хун-Неналь-Кавіль, цар (середина IX ст.)
- Тольтеки — цар